# Carl Gyllenstierna
Carl Eriksson Gyllenstierna, född 4 februari 1649, död 6 juni 1723 i Storkyrkoförsamlingen, Stockholm, var en svensk greve och ämbetsman.

## Biografi
Gyllenstierna, som var son till Erik Karlsson Gyllenstierna, blev kammarherre hos drottning Hedvig Eleonora 1668, överstekammarherre 1670 och guvernör över änkedrottningens hovstat och livgeding 1680. År 1687 blev han kungligt råd, 1695 president i Kammarrevisionen, 1700 ledamot av defensionskommissionen,  1718 president i Svea hovrätt och 1719 kansler för Åbo universitet.
Gyllenstierna, som ansågs ha sitt vackra utseende att tacka för sin snabba befordran, visade sig senare vara en skicklig och användbar ämbetsman.
1687 upphöjdes Gyllenstierna i grevligt stånd som Gyllenstierna af Steninge.
År 1706 gifte han sig med änkan efter det kungliga rådet och Karl XI:s förtrogne Axel Wachtmeister, grevinnan Anna Maria Soop, som var dotter till Gustaf Soop. Äktenskapet uppmuntrades av änkedrottningen Hedvig Eleonora och bröllopet stod på Stockholms slott. Gyllenstiernas hustru ärvde det sedermera Utrikesministerhotellet på Blasieholmen i Stockholm. Gyllenstierna fick inga barn i giftet och slöt därmed den grevliga ätten Gyllenstierna af Steninge vid sin död 1723.

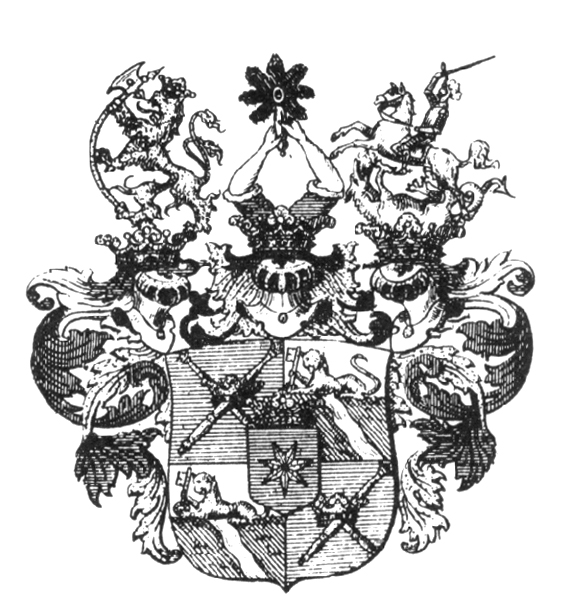
Vapen för grevliga ätten Gyllenstierna af Steninge.
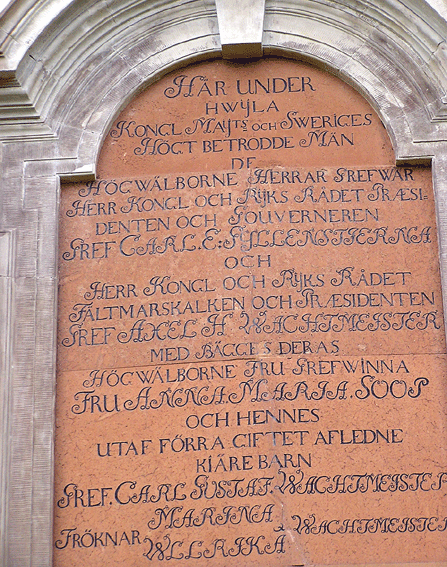
Anna Maria Soop och hennes båda makar vilar i gravkoret i Ytterselö kyrka.